# Méthode de Muller
Pour les articles homonymes, voir Muller.
En mathématiques, la méthode de Muller est un algorithme de recherche d'un zéro d'une fonction qui est basé sur la méthode de la sécante mais qui utilise une approximation quadratique d'une partie de la fonction au lieu d'une approximation linéaire. Ceci offre une convergence plus rapide que la méthode de la sécante. Une particularité de cette méthode est que le candidat issu de la recherche peut devenir complexe.

## La méthode
La méthode de la sécante définit une relation de récurrence basée sur l'interpolation linéaire entre deux points. La méthode de Muller de par sa nature quadratique, nécessite trois points. On pose ainsi :
{\displaystyle q={\frac {x_{n}-x_{n-1}}{x_{n-1}-x_{n-2}}}}
On définit ensuite trois termes :
{\displaystyle A=qf(x_{n})-q(1+q)f(x_{n-1})+q^{2}f(x_{n-2})~}
{\displaystyle B=(2q+1)f(x_{n})-(1+q)^{2}f(x_{n-1})+q^{2}f(x_{n-2})~}
{\displaystyle C=(1+q)f(x_{n})~}
La relation de récurrence pour cette méthode est donnée finalement par :
{\displaystyle x_{n+1}=x_{n}-(x_{n}-x_{n-1}){\frac {2C}{\max {(B\pm {\sqrt {B^{2}-4AC}})}}}~}
L'initialisation nécessite 3 points x0, x1 et x2 qui sont proches, si possible, de la solution recherchée.

## Vitesse de convergence
La vitesse de convergence de la méthode de Muller est approximativement 1,84 contre 1,62 pour la méthode de la sécante et 2 pour la méthode de Newton-Raphson.
Plus précisément, si ξ est une racine simple de f (ainsi f(ξ) = 0 et f'(ξ) ≠ 0), que f est trois fois continuement différentiable et que les points de départ x0, x1, et x2 sont pris suffisamment près de ξ, alors les itérés vérifient
{\displaystyle \lim _{k\to \infty }{\frac {|x-x_{k}|}{|x-x_{k-1}|^{p}}}=\left|{\frac {f'''(\xi )}{6f'(\xi )}}\right|^{(p-1)/2},}
où p ≈ 1.84 est la racine positive de {\displaystyle x^{3}-x^{2}-x-1=0}.